# Liste des ministres des Affaires étrangères de l'Algérie
Pour les autres articles nationaux ou selon les autres juridictions, voir Ministre des Affaires étrangères.
La liste qui suit a été mise à jour le 23 mars 2023.
Le ministre des Affaires étrangères de la République algérienne démocratique et populaire est le chef de la diplomatie de l'Algérie.
Voici une liste des ministres des Affaires étrangères de l'Algérie depuis la création du Gouvernement provisoire de République algérienne en 1958.

## Liste des ministres
| Ministre                       | Photographie | Mandat            | Mandat            | Gouvernement                                                                             |
| Ministre                       | Photographie | Début             | Fin               | Gouvernement                                                                             |
| ------------------------------ | ------------ | ----------------- | ----------------- | ---------------------------------------------------------------------------------------- |
| Mohamed Lamine Debaghine (FLN) |              | 19 septembre 1958 | 15 mars 1959      | gouvernement provisoire algérien I                                                       |
| Krim Belkacem (FLN)            |              | 18 janvier 1960   | 9 août 1961       | gouvernement provisoire algérien II                                                      |
| Saâd Dahlab (FLN)              |              | 9 août 1961       | 22 juillet 1962   | gouvernement provisoire algérien III                                                     |
| Mohamed Khemisti (FLN)         |              | 27 septembre 1962 | 5 mai 1963        | gouvernement Ben Bella I                                                                 |
| Ahmed Ben Bella (FLN)          |              | 8 mai 1963        | 4 septembre 1963  | gouvernement Ben Bella I                                                                 |
| Abdelaziz Bouteflika (FLN)     |              | 4 septembre 1963  | 8 mars 1979       | gouvernement Ben Bella I, II et III gouvernement Boumediène II, III et IV                |
| Mohamed Seddik Benyahia (FLN)  |              | 8 mars 1979       | 3 mai 1982        | gouvernement Abdelghani I, II et III                                                     |
| Ahmed Taleb Ibrahimi (FLN)     |              | 8 mai 1982        | 9 novembre 1988   | gouvernement Brahimi I et II                                                             |
| Boualem Bessaih (FLN)          |              | 9 novembre 1988   | 9 septembre 1989  | gouvernement Merbah                                                                      |
| Sid Ahmed Ghozali (FLN)        |              | 9 septembre 1989  | 5 juin 1991       | gouvernement Hamrouche                                                                   |
| Lakhdar Brahimi (FLN)          |              | 5 juin 1991       | 3 février 1993    | gouvernement Ghozali I et II gouvernement Abdesslam                                      |
| Redha Malek (FLN)              |              | 3 février 1993    | 21 août 1993      | gouvernement Malek                                                                       |
| Mohamed Salah Dembri (FLN)     |              | 21 août 1993      | 27 novembre 1995  | gouvernement Sifi I                                                                      |
| Mostefa Benmansour (FLN)       |              | 27 novembre 1995  | 5 janvier 1996    | gouvernement Sifi II                                                                     |
| Ahmed Attaf (RND)              |              | 5 janvier 1996    | 23 décembre 1999  | gouvernement Ouyahia I et II gouvernement Hamdani                                        |
| Youcef Yousfi (RND)            |              | 23 décembre 1999  | 26 août 2000      | gouvernement Benbitour                                                                   |
| Abdelaziz Belkhadem (FLN)      |              | 26 août 2000      | 1er mai 2005      | gouvernement Benflis I, II et III gouvernement Ouyahia III et IV                         |
| Mohammed Bedjaoui (FLN)        |              | 1er mai 2005      | 4 juin 2007       | gouvernement Ouyahia V gouvernement Belkhadem I                                          |
| Mourad Medelci (FLN)           |              | 4 juin 2007       | 11 septembre 2013 | gouvernement Belkhadem II gouvernement Ouyahia VI, VII, VIII et IX gouvernement Sellal I |
| Ramtane Lamamra                |              | 11 septembre 2013 | 25 mai 2017       | gouvernement Sellal II, III et IV                                                        |
| Abdelkader Messahel            |              | 25 mai 2017       | 13 mars 2019      | gouvernement Tebboune gouvernement Ouyahia X                                             |
| Ramtane Lamamra                |              | 13 mars 2019      | 2 avril 2019      | gouvernement Ouyahia X                                                                   |
| Sabri Boukadoum                |              | 2 avril 2019      | 8 juillet 2021    | gouvernement Bedoui gouvernement Djerad I et II                                          |
| Ramtane Lamamra                |              | 8 juillet 2021    | 18 mars 2023      | gouvernement Benabderrahmane                                                             |
| Ahmed Attaf                    |              | 18 mars 2023      | en fonction       | Gouvernement Benabderrahmane/Larbaoui et Larbaoui II                                     |

## Statistiques
La liste des 3 ministres qui ont duré le plus longtemps à leur poste de ministre est :
1. Abdelaziz Bouteflika environ 15 ans, 6 mois et 3 jours
2. Ahmed Taleb Ibrahimi environ 6 ans, 6 mois et 11 jours
3. Mourad Medelci environ 6 ans, 2 mois et 18 jours